# Матузова Надія Михайлівна
Надія Михайлівна Мату́зова (3 вересня 1923, Київ — 7 квітня 1988, Київ) — український радянський літературознавець, перекладач; доктор філологічних наук з 1968 року.

## Життєпис
Народилася 3 вересня 1923 року в місті Києві (нині Україна). У 1941—1943 роках навчалася у Башкирському педагогічному інституті в Уфі; у 1943—1944 роках продовжила здобувати вищу освіту в Московському педагогічному інституті іноземних мов; 1946 року закінчила Київський державний університет.
Протягом 1946—1973 років викладала на кафедрі зарубіжної літератури Київського державного університету (з 1962 року за сумісництвом); у 1962—1979 роках працювала в Інституті літератури АН УРСР в Києві, де з 1977 року обіймала посаду завідувача відділу літератур країн Західної Європи та Америки. З 1979 року на пенсії. Померла в Києві 7 квітня 1988 року.

## Наукова діяльність
Вивчала німецькомовну літературу XIX—XX століть, авторка літературно-критичних статей. Серед праць:
- «Проза Георга Веерта в „Новой Рейнской газете“» (1957);
- «У истоков немецкой литературы социалистического реализма. Художественная публицистика Ф. К. Вайскопфа» (1967);
- «Празькі німецькі соціалістичні письменники» (1971);
- «Сучасний зарубіжний роман про робітничий клас (Англія, ФРН, США)» (1974, у співавторстві);
- «Рабочий класс в художественной литературе ФРГ» (1977);
- «Генріх Гейне. Життя і творчість» (1984).

Авторка розділів до «Истории немецкой литературы» (том 5, 1976) та «Истории литературы ГДР» (1982; обидві — Москва); низки статей в Українській радянській енциклопедії та Українській літературній енциклопедії. 
Перекладала німецьку поезію та прозу, зорема Генріха Гейне, Георга Веєрта, Йоганнеса-Роберта Бехера.